# Horizont (stratigrafie)

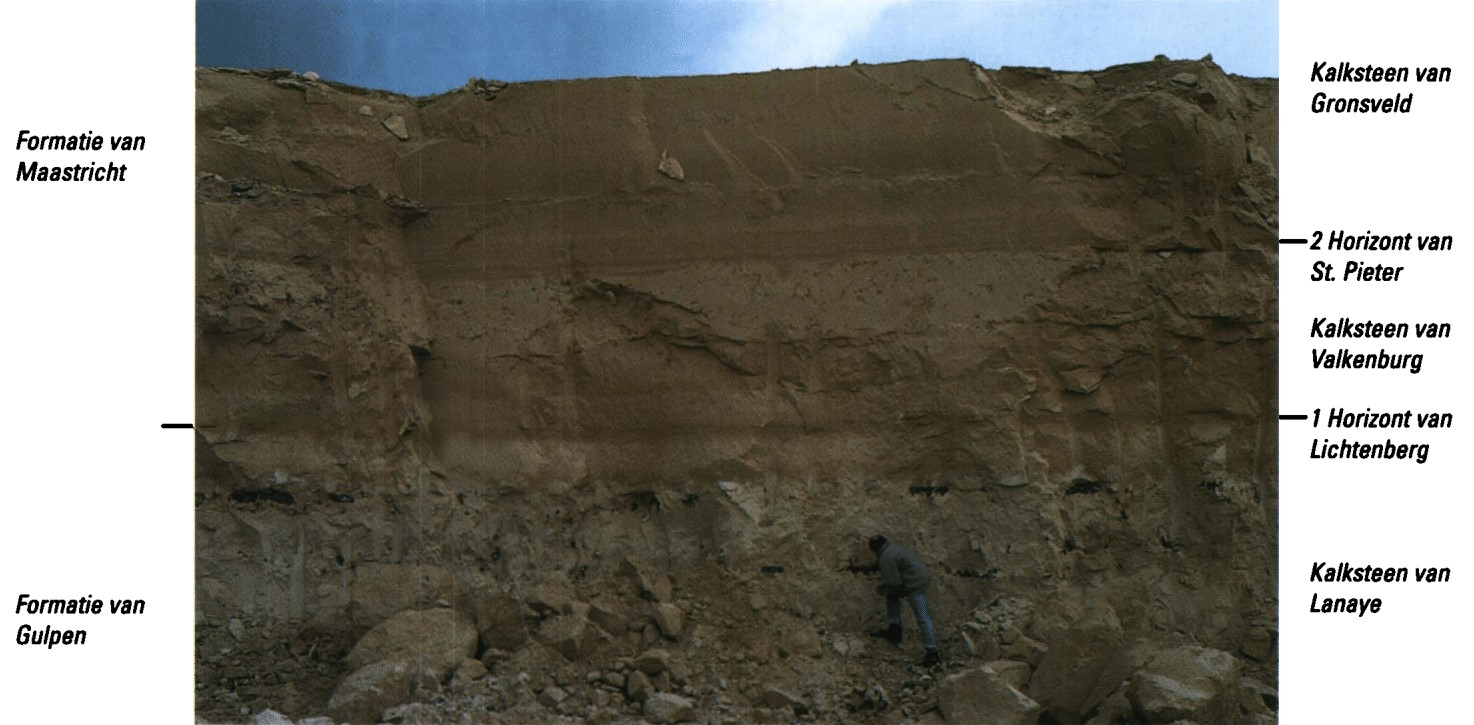
De Horizont van Lichtenberg vormt de grens tussen de Formatie van Gulpen en de Formatie van Maastricht, hier gezien in de ENCI-groeve. In de Kalksteen van Lanaye, onder de Horizont van Lichtenberg, bevinden zich donkergrijze tot zwarte vuurstenen.

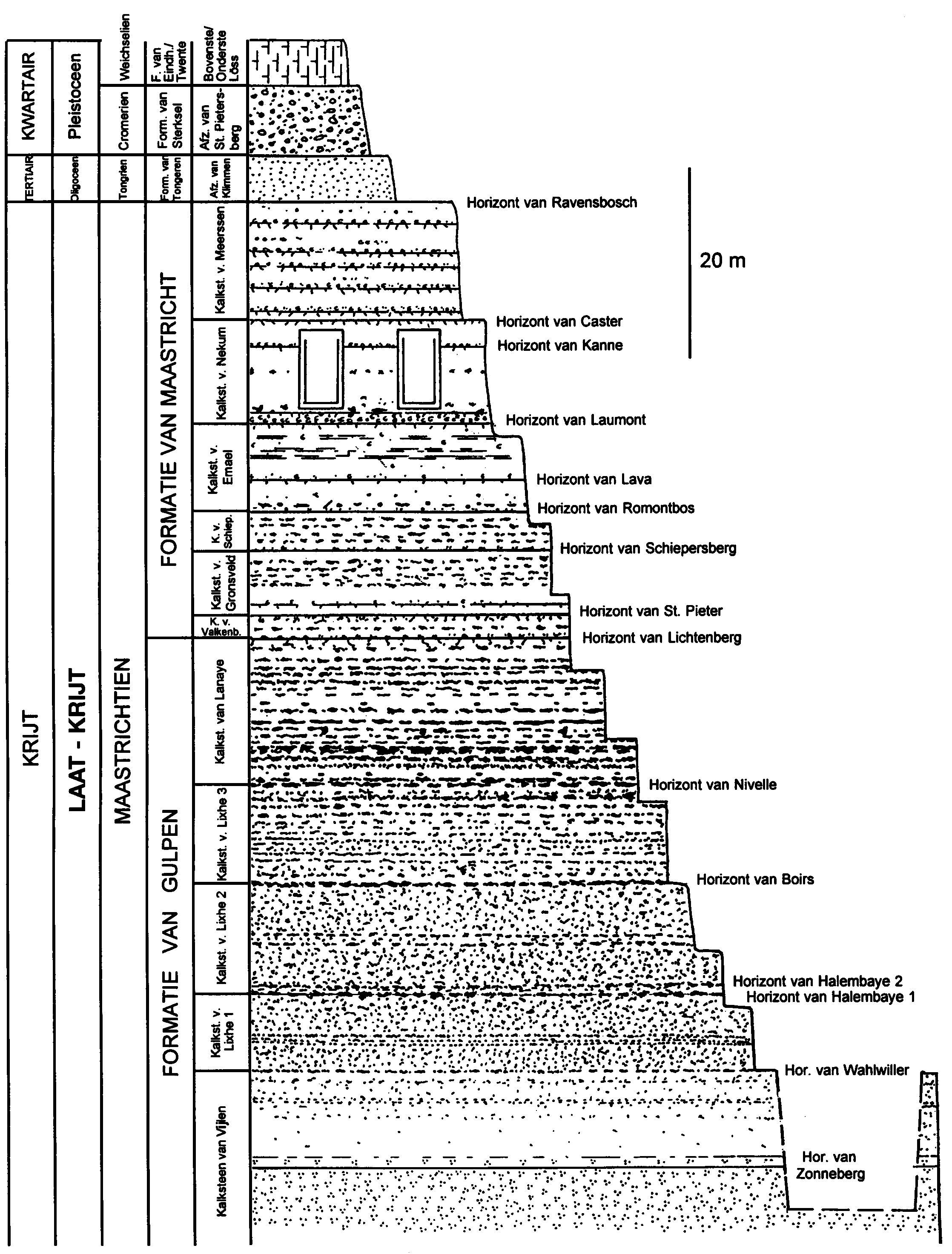
Schematisch profiel door de ENCI-groeve met links de kalksteenlagen en rechts de horizonten

Een horizont is in de stratigrafie een kenmerkende scheiding in de opeenvolging van gesteentelagen. Een horizont  kan ofwel een duidelijke verandering in de lithologie zijn tussen opeenvolgende sedimentaire of vulkanische lagen, of het kan een duidelijk onderscheidbare dunne laag of bed zijn met een karakteristieke lithologie of fossiele inhoud. Aslagen van vulkaanuitbarstingen zijn vaak kenmerkende horizonten, maar ook stormen, overstromingen, meteorietinslagen en tsunami's kunnen kenmerkende lagen of erosievlakken (hiaten) in een opeenvolging van gesteentelagen achterlaten. Een horizont kan ook door een gebeurtenis van langere duur vormen, zoals de transgressie van een binnenzee of een klimaatsverandering, zoals het verschil tussen een glaciaal en een interglaciaal.
Bij de interpretatie van seismische reflectiegegevens zijn horizonten de reflectoren (of seismische gebeurtenissen) die in individuele profielen worden gekozen. Deze reflectoren vertegenwoordigen een verandering in materiaal-eigenschappen tussen twee gesteentelagen, in het bijzonder de seismische snelheid en dichtheid. Ze kunnen veranderingen in de dichtheid van het materiaal en de samenstelling ervan en de druk waaronder het werd geproduceerd vertegenwoordigen. Zo veranderen niet alleen de eigenschappen, maar ook de vormingscondities en andere verschillen in het gesteente. Horizonten kunnen soms zeer prominent zijn, zoals zichtbare veranderingen in rotswanden, tot uiterst subtiele chemische verschillen.

## Markeerhorizont
Markeerhorizonten zijn stratigrafische eenheden van onderscheidende lithologie (anders dan het grootste deel van de reeks) met een grote geografische reikwijdte die worden gebruikt in stratigrafische correlatie. Hiervoor worden vaak lagen tufsteen (versteende vulkanische as) maar ook zand en organisch materiaal uit de oceaan (uit tsunami's) gebruikt. Dit is behulpzaam bij het vaststellen van de tijdsperioden van afzettingen en de lagen waarin ze zich bevinden, evenals bij het bepalen van de leeftijd van fossielen.
Markeerhorizonten kunnen ook wijzen op het bestaan van oude meerbeddingen en rivierbeddingen, maar ook op zaken als binnenzeeën. Markeerhorizonten kunnen van belang zijn voor alle velden in de geologie omdat ze belangrijke indicaties zijn van alle verschillende veranderingen in de geologische tijdregistraties. Als zodanig zijn ze belangrijk bij de studie van de vorming van de aarde en van bepaalde landvormen, evenals het klimaat in bepaalde tijden en de gebeurtenissen die zich in bepaalde regio's of over de hele wereld hebben voorgedaan. Een bekende markeerhorizont is die van de Krijt-Paleogeengrens.